# Reduta Mellieħa
Ten artykuł dotyczy reduty, znajdującej się w części środkowej zatoki Mellieħa. Dla innych redut w Mellieħa, patrz Reduta Crivelli, Reduta Qortin i Reduta Tal-Bir.
Reduta Mellieħa (malt. Ridott tal-Mellieħa, ang. Mellieħa Redoubt) była to reduta w Mellieħa na Malcie. Została zbudowana przez Zakon Maltański w latach 1715-1716, jako jedna z serii nadbrzeżnych fortyfikacji dokoła Wysp Maltańskich. Reduta została zburzona w XIX wieku.

## Historia

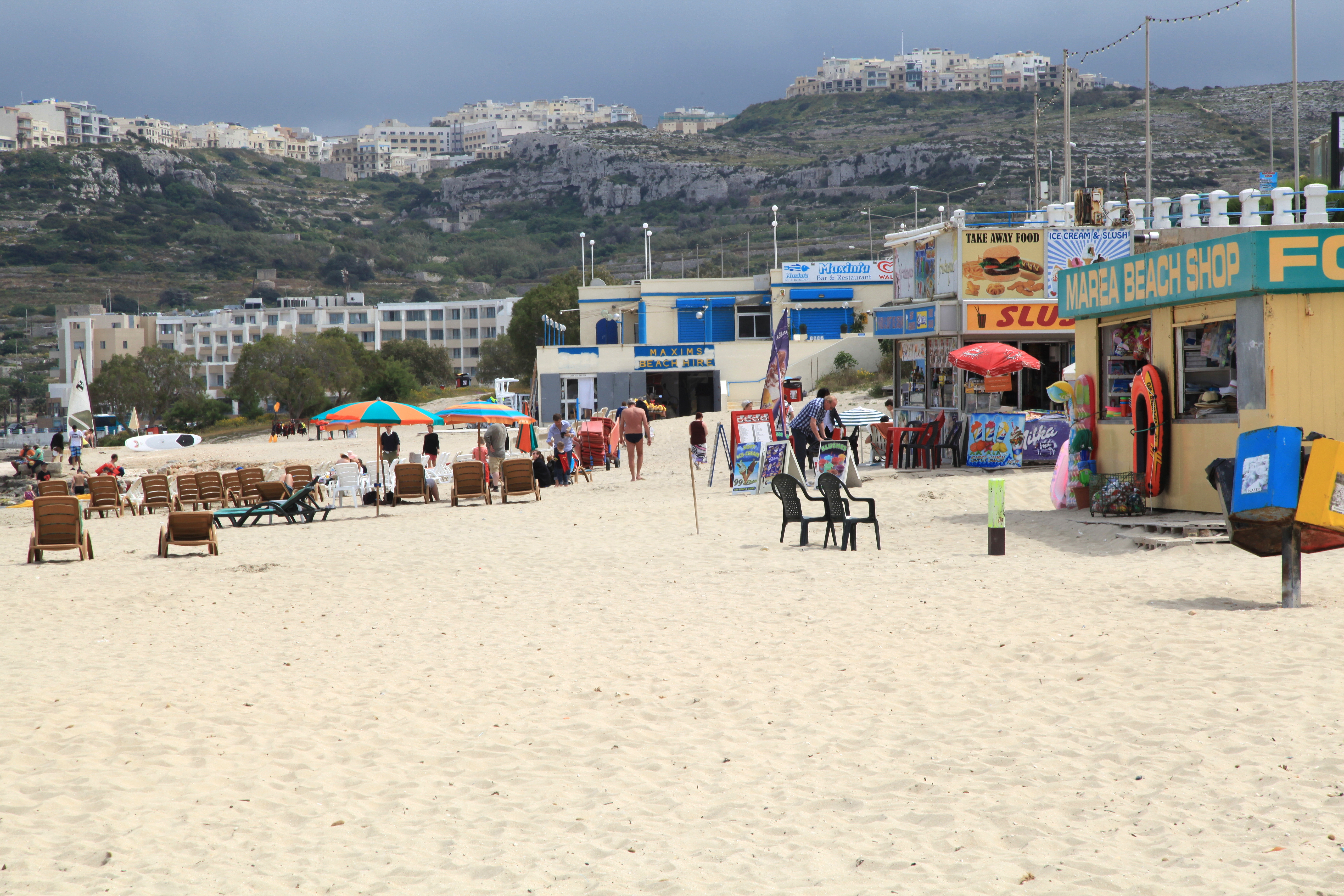
Widok zatoki Għadira (Għadira Bay); w centrum zdjęcia - miejsce, gdzie stała reduta

Reduta Mellieħa została zbudowana w latach 1715-1716, jako część pierwszego etapu budowy fortyfikacji nadbrzeżnych na Malcie. Była częścią łańcucha fortyfikacji ochraniających zatokę Mellieħa, w skład którego wchodziły też Bateria Fedeau i Bateria Westreme, oraz szereg umocnień (entrenchments).
Budowa Reduty Mellieħa kosztowała około 1644 scudi. Reduta składała się z pięciokątnej platformy z niskim parapetem oraz prostokątnym blokhauzem, ulokowanym w centrum. Była jedną z kilku redut uzbrojonych w działa, w roku 1770 posiadała cztery działa 6-funtowe. Proch strzelniczy był składowany w pobliskiej Wieży św. Agaty.
Reduta została zburzona we wczesnych latach XIX wieku, aby zrobić miejsce pod drogę z Mellieħa do Ċirkewwa. Kamienie z jej rozbiórki zostały użyte do budowy drogi.